# Suphan Thongsong
Suphan Thongsong (thailändisch สุพรรณ ทองสงค์, * 26. August 1994 in Suphan Buri) ist ein thailändischer Fußballspieler.

## Karriere

### Verein
Suphan Thongsong erlernte das Fußballspielen in der Schulmannschaft des Assumption College Thonburi in Bangkok. Seinen ersten Vertrag unterschrieb er 2013 beim Erstligisten Muangthong United. Der Verein ist in Pak Kret, einem nördlichen Vorort der Hauptstadt Bangkok beheimatet. Von Mitte 2016 bis Mitte 2014 wurde er nach Bangkok an den Drittligisten Assumption United FC ausgeliehen. Die Hinrunde 2015 wurde er an den Zweitligisten Samut Songkhram FC ausgeliehen. Ende Juni 2015 kehrte er zu Muangthong zurück. 2016 feierte er mit Muangthong die thailändische Meisterschaft sowie den Gewinn des Thai League Cup und des Thailand Champions Cup. Nach insgesamt 33 Spielen für Muangthong wechselte er 2017 zum Ligakonkurrenten Suphanburi FC nach Suphan Buri. Für den Verein aus Suphanburi absolvierte er 80 Erstligaspiele. Nach der Hinrunde 2021/22 wechselte er im Dezember 2021 zum Ligakonkurrenten Bangkok United. 2023 wurde er mit dem Hauptstadtverein Vizemeister. Am 28. Mai 2023 stand er mit dem Verein im Finale des thailändischen Pokals. Hier unterlag man dem Erstligisten Buriram United mit 0:2. Am 5. August 2023 gewann er mit Bangkok United den thailändischen Super Cup. Das Spiel gegen den Meister Buriram United im Rajamangala Stadium gewann man mit 2:0. Die Saison 2023/24 wurde er mit Bangkok Vizemeister. Am 15. Juni 2024 gewann er mit Bangkok United den FA Cup. Das Endspiel gegen den Zweitligisten Dragon Pathumwan Kanchanaburi FC gewann man im Elfmeterschießen. Am Ende der Saison 2024/25 feierte er mit Bangkok seine dritte Vizemeisterschaft.

### Nationalmannschaft
Von 2014 bis 2016 spielte Suphan Thongsong fünfmal in der thailändischen U-23-Nationalmannschaft. Seit 2017 spielt er für die thailändische Fußballnationalmannschaft. Sein Debüt gab er am 5. Oktober 2017 in einem Freundschaftsspiel gegen Myanmar.

## Erfolge

### Verein
Muangthong United
- Thailändischer Meister: 2016
- Thailändischer Ligapokalsieger: 2016
- Thailändischer Supercup-Sieger: 2017

Bangkok United
- Thailändischer Vizemeister: 2022/23, 2023/24, 2024/25
- Thailändischer Pokalfinalist: 2022/23
- Thailändischer Supercup-Sieger: 2023
- Thailändischer Pokalsieger: 2023/24

### Nationalmannschaft
- King’s Cup: 2016